# Vympel Mejdouretchensk
Le Vympel Mejdouretchensk - en russe : Вымпел Междуреченск - est un club de hockey sur glace basé à Mejdouretchensk dans l'oblast de Kemerovo en Russie.

## Historique
Le club est créé en 1967. Il a évolué dans la Pervaïa Liga .

## Palmarès
- Aucun titre.